# James Craik
James Craik är en ort i Argentina.   Den ligger i provinsen Córdoba, i den centrala delen av landet, 600 km nordväst om huvudstaden Buenos Aires. James Craik ligger 246 meter över havet och antalet invånare är 4 560.
Terrängen runt James Craik är platt, och sluttar österut. Närmaste större samhälle är Oliva, 16,4 km nordväst om James Craik.
Trakten runt James Craik består till största delen av jordbruksmark. Runt James Craik är det ganska glesbefolkat, med 25 invånare per kvadratkilometer.